# Uwolnienie św. Piotra Apostoła (obraz Bartolomé Estebana Murilla)
Uwolnienie św. Piotra Apostoła (hiszp. Liberación de San Pedro) – powstały w 2. poł. XVII w. obraz autorstwa hiszpańskiego malarza barokowego Bartolomé Estebana Murilla.

## Historia
Dzieło znajduje się w kolekcji petersburskiego Ermitażu. Powstało dla Szpitala św. Jerzego w Sewilli. Z Hiszpanii zostało wywiezione w 1812 przez marszałka Soulta.
Obraz jest jednym z ośmiu dzieł, które Murillo namalował na zamówienie zajmującego się dobroczynnością Bractwa Miłosierdzia z Sewilli (hiszp. La Hermandad de la Caridad de Sevilla). Historycy sztuki uważają je za najlepsze dzieła mistrza, w których najlepiej ujawnił się kunszt jego pędzla. Z całej serii tylko cztery zachowały się w Hiszpanii: Cud chlebów i ryb, Mojżesz na skale Horebu, Święta Elżbieta Węgierska oraz Święty Jan Boży. Pozostałe, wywiezione przez wojska napoleońskie w 1812, ostatecznie trafiły do kilku dużych muzeów na świecie: Londynu (Chrystus uzdrawia paralityka przy Sadzawce Betesda, National Gallery), Ottawy (Abraham przyjmuje trzech aniołów, National Gallery), Petersburga (Uwolnienie św. Piotra Apostoła, Ermitaż) i Waszyngtonu (Powrót syna marnotrawnego, National Gallery of Art).

## Opis
Hiszpański artysta przedstawił znaną z Nowego Testamentu scenę uwolnienia św. Piotra Apostoła z więzienia w Jerozolimie.